# Vršani (miasto Bijeljina)
Vršani (cyr. Вршани) – wieś w Bośni i Hercegowinie, w Republice Serbskiej, w mieście Bijeljina. W 2013 roku liczyła 614 mieszkańców.